# Ryosuke Ochi
Ryosuke Ochi (født 7. april 1990) er en japansk fodboldspiller, som spiller for den japanske fodboldklub FC Ryukyu.